# Aoede
Aoede (do grego Αοιδή), ou Júpiter XLI é um satélite natural de Júpiter. Foi descoberto por um time de astrônomos da Universidade do Havaí liderados por Scott S. Sheppard em 2003, e recebeu a denominação temporária de S/2003 J 7
Aoede tem aproximadamente 4 km de diâmetro, e orbita Júpiter a uma média de 23,044 Mm em 714.657 dias, a uma inclinação de 160° em relação à eclíptica (162° em relação ao equador de Júpiter), num movimento retrógrado irregular e com uma excentricidade orbital de 0,4311.
Foi nomeado em Março de 2005 em homenagem a Aœde, uma das três musas originais. Aœde foi a musa da melodia, e era filha de Zeus (Júpiter) por Mnemosine 
Pertence ao grupo Pasife, cujas luas irregulares e retrógradas orbitam Júpiter a distânicas que variam entre 22.8 e 24.1 Gm, com inclinações variando de 144.5° e 158.3°